# Шварцах (Оденвалд)
Шварцах (њем. Schwarzach) општина је у њемачкој савезној држави Баден-Виртемберг. Једно је од 27 општинских средишта округа Некар-Оденвалд. Према процјени из 2010. у општини је живјело 3.194 становника. Посједује регионалну шифру (AGS) 8225116, NUTS (DE127) и LOCODE (DE SZH) код.

## Географски и демографски подаци
Шварцах се налази у савезној држави Баден-Виртемберг у округу Некар-Оденвалд. Општина се налази на надморској висини од 219 метара. Површина општине износи 8,4 km². У самом мјесту је, према процјени из 2010. године, живјело 3.194 становника. Просјечна густина становништва износи 382 становника/km².